# Flugunfall der Aeroflot bei Chanty-Mansijsk 1986
Am 17. Mai 1986 kam es zum Flugunfall der Aeroflot bei Chanty-Mansijsk, als eine Jak-40 einen Testflug absolvieren sollte, wobei alle 5 Insassen starben.

## Flugzeug und Besatzung
Das Flugzeug war eine 9 Jahre alte Jakowlew Jak-40 (Luftfahrzeugkennzeichen:CCCP-87928; Seriennummer:9741955), die mit 3 Mantelstromtriebwerken des Typs Iwtschenko AI-25 ausgestattet war. Vor dem Unfall wurde das vordere Fahrwerk repariert.
Zur Kontrolle wurde ein Flug beantragt und die spätere Besatzung berufen, bestehend aus Flugkapitän Sergej Anatoljewitsch Chomjakow, dem Ersten Offizier Igor Jurjewitsch Laletin, dem Flugingenieur Pawel Agapowitsch Weschkurzew, dem Ingenieur W.W. Nabokich und dem Fluggerätmechaniker P.A Orlow.
Da der Flug nicht geplant war, war die Besatzung nicht vorbereitet und es gab auch keinen Flugplan. Dieser wurde von Kapitän Chomjakow erstellt, der willkürlich eine Flughöhe von 7.800 m eintrug, was vom Fluglotsen genehmigt wurde, da dies einem normalen Trainingsflug entsprach.

## Verlauf
Um 15:36 Moskauer Zeit (MSK) / 17:36 Uhr Ortszeit hob die Jak-40 ab. Kurz darauf erbaten die Piloten den Steigflug auf 7.800 m, was nicht im Sinne des beantragten Kontrollflugs war. Um 15:48 Uhr meldeten sie eine Höhe von 6.000 m und erfragten die Erlaubnis den Auftrag innerhalb von 5 min durchzuführen. Daraufhin flog die Besatzung auf jener Höhe Linkskurven mit einer Rollneigung zwischen 25 und 50° sowie Rechtskurven mit 60° Neigung. Bei diesen Manövern überschritt die Beschleunigung nicht 2g und es wurde eine angezeigte Geschwindigkeit von 380–390 km/h (IAS) gehalten. Das Flugzeug, dessen Triebwerke auf 91 % Schub liefen, verlor kaum an Höhe.
Um 15:56:56 Uhr wurde die auf 360 km/h verlangsamte Jak-40 horizontal sanft (1,5g) ausgerichtet. Kurz darauf um 15:57:10 Uhr wurde durch die Betätigung der Querruder um 8,5° und des Seitenruders um 8° eine steile Rechtskurve eingeleitet. Innerhalb von 8 Sekunden flog das Flugzeug auf dem Kopf und durch die um 3–5° betätigten Höhenruder ging es in einen Sturzflug über, bei dem es um bis zu 100 m/s sank. Beim Erreichen von 470 km/h IAS wurden die Triebwerke auf 73 % gedrosselt. Um 15:57:31 Uhr hatte das Flugzeug eine komplette Fassrolle abgeschlossen sowie Quer- und Seitenruder auf neutrale Stellung gebracht. In den folgenden 3 Sekunden wurde auf 4.500 m der Sturzflug beendet. Zwischendurch wurden eine Geschwindigkeit von 620 km/h IAS und eine Beschleunigung von 5,25g erreicht, was über den Betriebsgrenzen der Jak-40 für Geschwindigkeit (500 km/h IAS) und Beschleunigung (3,4g) lag. Infolgedessen brach die linke Tragfläche ab, welche wiederum das gesamte Heck abriss. Vor dem Aufschlag rissen noch Teile der rechten Tragfläche ab, darunter auch die Landeklappen.
Das Wrack wurde schließlich am nächsten Tag um 6:00 Uhr MSK / 8:00 Uhr Ortszeit in einem Flussbett des Obs gefunden.

## Ermittlungen
Die Ermittler kamen zum Schluss, dass der Unfall verursacht wurde durch grobe Verstöße
1. seitens der Piloten durch das Fliegen von nicht genehmigten Manövern, durch die das Flugzeug überlastet wurde
2. seitens der Fluggesellschaft durch mangelhafte Flugplanung und Überwachung. Verschärft wurde dies durch die mangelhafte Ausbildung, Organisation und der Flugüberwachung am Flughafen